# Дудергоф (платформа)
Дудергоф — зупинний пункт Жовтневої залізниці в історичному районі Дудергоф міста Красне Село, на залізничній лінії Санкт-Петербург-Балтійський — Гатчина-Балтійська.
Розташований в селищі Дудергоф біля підніжжя Дудергофських висот. Вихід з платформи здійснюється на Набережну вулицю і проспект 25 Жовтня.
На платформі зупиняються всі прямуючі через неї приміські електропоїзди.